# 435 км (разъезд)
435 км — населённый пункт (тип: разъезд) в Адамовском районе Оренбургской области России. Входит в Шильдинский поссовет. Проживают русские и казахи.

## География
Находится в восточной части региона, в подзоне типчаково-ковыльных степей, на р. Урус-Кискен.
Климат
Климат характеризуется как резко континентальный с морозной зимой и жарким летом. Среднегодовая температура воздуха составляет 1,5 °C . Абсолютный максимум температуры воздуха составляет 42 °C; абсолютный минимум — −42 °C. Среднегодовое количество атмосферных осадков составляет 280—330 мм. При этом около 75 % осадков выпадает в тёплый период. Снежный покров держится в среднем около 152 дней в году.

## История
Разъезд основан в 1928 году при строительстве Троицко-Орской железнодорожной линии.

## Население
| 2010 |
| ---- |
| 6    |

Национальный состав
Согласно результатам переписи 2002 года, в национальной структуре населения
казахи составляли 59 %, русские 33 % из 12 чел..

## Инфраструктура
Путевое хозяйство Южно-Уральской железной дороги. Действует остановочный пункт 435 км.

## Транспорт
Автомобильный и железнодорожный транспорт.
Ходит электричка 6611 «Айдырля — Орск».
Автодорога 53К-4301000 «Оренбург — Орск» в пешей доступности.